# Acide arachidonique
L'acide arachidonique est un acide gras 20:4(ω-6), polyinsaturé oméga-6 à vingt atomes de carbone, présent dans les phospholipides (notamment les phosphatidyléthanolamines, les phosphatidylcholines et les phosphatidylinositols) constituant les membranes cellulaires de l'organisme. Il est abondant dans le cerveau, les muscles et le foie.

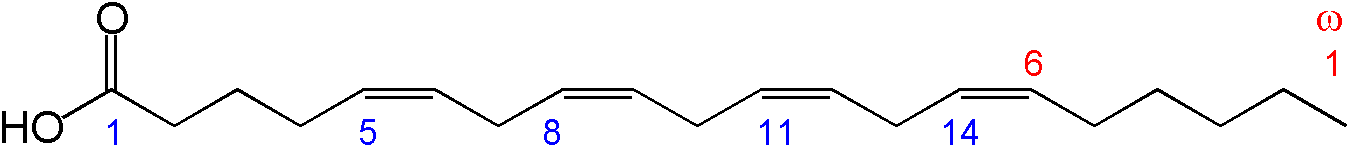
Nomenclature des atomes de carbone de l'acide arachidonique.

## Biologie cellulaire
Il intervient dans la signalisation cellulaire comme messager secondaire lipidique (signalisation lipidique) régulant certaines enzymes clés telles que les formes γ et δ de la phospholipase C et α, β et γ de la protéine kinase C. C'est également un intermédiaire clé intervenant dans l'inflammation qui peut agir comme vasodilatateur.
Il ne s'agit pas d'un acide gras essentiel au sens strict dans la mesure où il peut être synthétisé par la plupart des mammifères à partir de l'acide linoléique. Cependant, une carence en acide linoléique, ou la capacité insuffisante à convertir l'acide linoléique en acide arachidonique, sont susceptibles de le rendre essentiel. Certains mammifères sont dans ce dernier cas et, l'acide arachidonique étant très peu abondant dans les plantes les plus courantes, sont nécessairement carnivores pour pouvoir s'en procurer ; typiquement le cas du chat,.
L'acide arachidonique peut être libéré d'une molécule de phospholipide par une phospholipase A2 (PLA2) et d'une molécule de diglycéride par une diacylglycérol lipase.
L'acide arachidonique produit à des fins de signalisation semble dériver d'une phospholipase A2 cytosolique (cPLA2, 85 kDa) spécifique à la phosphatidylcholine tandis que l'acide arachidonique produit dans le cadre d'une inflammation résulte de l'action d'une phospholipase A2 sécrétoire à faible poids moléculaire (sPLA2, 14 à 18 kDa).
L'acide arachidonique est un précurseur des eicosanoïdes :
- les cyclo-oxygénases et les peroxydases peuvent conduire à la prostaglandine H2, elle-même précurseur de la prostacycline, des prostaglandines et thromboxanes ;
- la 5-lipoxygénase conduit à l'acide 5-hydroxyperoxyeicosatétraénoïque (5-HPETE), qui conduit lui-même aux leucotriènes ;
- il intervient également dans la biosynthèse de l'anandamide ;
- l'époxygénase peut convertir l'acide arachidonique en acide 5-hydroxyeicosatétraénoïque (HETE) et en acides époxyeicosatriénoïques.

La production de ces métabolites et leur action dans l'organisme sont appelées collectivement cascade de l'acide arachidonique.

Biosynthèse des eicosanoïdes.

voies métaboliques de la PGH_{2} vers la prostacycline, les prostaglandines et les thromboxanes.